# Howard Motors Corporation
Howard Motors Corporation war ein US-amerikanischer Hersteller von Automobilen. Eine andere Quelle nennt die Firmierung Howard Motor International Corporation.

## Unternehmensgeschichte
John Howard Rees hatte bereits mit der Rees Motor Company Erfahrungen im Automobilbau gesammelt. Er gründete 1928 das neue Unternehmen in Detroit in Michigan zur Automobilproduktion. Er war Präsident, L. P. Chittenden Vizepräsident, H. B. Trix Direktor und R. E. Fremont Sekretär und Schatzmeister. Sie erwarben die Fabrik der ehemaligen Acme Brass Works. Der Produktionsbeginn war für den 5. April 1928 angekündigt. Der Markenname lautete Howard. Die Fahrzeuge waren für den Export vorgesehen. Jeden Monat sollten 100 Fahrzeuge entstehen. Diese Pläne konnten nicht umgesetzt werden. Außerdem gab es Pläne für den Bau von Lastkraftwagen, die aber nicht ausgeführt wurden.
Die Produktion endete je nach Quelle 1929 oder 1930. Insgesamt entstanden 23 Fahrzeuge, die nach Kanada exportiert wurden.
Weitere US-amerikanische Hersteller von Personenkraftwagen der Marke Howard waren: Howard Automobile Company aus New Jersey, Howard Automobile Company aus New York, Howard Motor Works, Howard Automobile Company aus Michigan, Central Car Company und A. Howard Company.

## Fahrzeuge
Die Motoren kamen von der Continental Motors Company. Zwei Modelle hatten Sechszylindermotoren, die mit 15 PS bzw. 20 PS angegeben waren. Zwei andere hatten Achtzylindermotoren, die mit 24 PS bzw. 29 PS angegeben waren. Die Motorleistungen lagen in jedem Falle höher.
Die Fahrgestelle waren in vier Längen lieferbar. Die Radstände betrugen 262 cm, 279 cm, 305 cm und 340 cm. Tourenwagen, Roadster und Limousinen waren die Aufbauten.
Die Neupreise lagen zwischen 615 und 2485 US-Dollar.